# Адольф Шварц
Адольф Шварц (нім. Adolf Schwarz; 31 жовтня 1836, Сечівці — 25 жовтня 1910, Відень) — австрійський шахіст, один з найсильніших в Австро-Угорщині у 1870–1880-х роках.
До 1872 року проживав в Австро-Угорщині. Успішно зіграв у низці міжнародних турнірів: Лейпциг (1879) — 3-є; Вісбаден (1880) — 1-3-є (з Дж. Блекберном і Б. Енглішем; попереду Е. Шалоппа, Дж. Мезона, Г. Берда, Ш. Вінавера та інших); Берлін (1881) — 7-8-е; Нюрнберг (1883) — 9-е місця. Виграв матч проти німецького шахіста Й. Мінквіца — 5: 4 (+3-2 =4; 1878) і Ш. Вінавера — 3: 1 (1880).